# اوتلو سوبیناقی
اوتلو سوبیناقی (انگلیسی: Otello Subinaghi; ۲ آوریل ۱۹۱۰ – ۱۸ سپتامبر ۲۰۰۱) بازیکن فوتبال اهل ایتالیا بود.
از باشگاه‌هایی که در آن بازی کرده‌است می‌توان به باشگاه فوتبال کالیاری، باشگاه فوتبال کرمونزه، باشگاه فوتبال آ.اس. رم، و باشگاه فوتبال مودنا اشاره کرد.